# Gare de Saint-Paterne
La gare de Saint-Paterne est une gare ferroviaire française de la ligne de Tours au Mans, située sur le territoire de la commune de Saint-Paterne-Racan, dans le département d'Indre-et-Loire, en région Centre-Val de Loire.

## Situation ferroviaire
La gare de Saint-Paterne est située sur la ligne de Tours au Mans.

## Histoire
La gare est ouverte le 19 juillet 1858.

## Services voyageurs

### Accueil
C'est un point d'arrêt non géré (PANG).

### Dessertes
Saint-Paterne est desservie par des trains du réseau TER Centre-Val de Loire (ligne Tours - Le Mans).
| Origine | Arrêt précédent     | Train | Train                   | Train | Arrêt suivant   | Destination |
| ------- | ------------------- | ----- | ----------------------- | ----- | --------------- | ----------- |
| Tours   | Neuillé-Pont-Pierre |       | TER Centre-Val de Loire |       | Château-du-Loir | Le Mans     |